# Шершевичи
Шершевичи — деревня в Стародубском муниципальном округе Брянской области.

## География
Находится в южной части Брянской области на расстоянии приблизительно 24 км на северо-восток от районного центра города Стародуб.

## История
Известна со второй половины XVII века, до 1781 года входила в состав Бакланской сотни Стародубского полка (ратушное владение, позднее -Разумовского, Гудовича и др.). В 1859 году здесь (деревня Шаршавичи Стародубского уезда Черниговской губернии) было учтено 30 дворов, в 1892—62. До 2019 года входила в состав Гарцевского сельского поселения Стародубского района, с 2019 по 2020 в Меленское сельское поселение до его упразднения.

## Население
Численность населения: 125 человек (1859 год), 515 (1892), 72 человек в 2002 году (русские 100 %), 41 в 2010.